# Bahnhof Hamamatsu
Der Bahnhof Hamamatsu (jap. 浜松駅, Hamamatsu-eki) ist ein Bahnhof auf der japanischen Insel Honshū, betrieben von der Bahngesellschaft JR Central. Er befindet sich in der Präfektur Shizuoka auf dem Gebiet der Stadt Hamamatsu, genauer im zentralen Bezirk Chūō-ku. Hier halten unter anderem Shinkansen-Hochgeschwindigkeitszüge, weshalb der Bahnhof ein wichtiger Verkehrsknotenpunkt ist.

## Verbindungen
Hamamatsu ist ein Zwischenbahnhof, durch den zwei der bedeutendsten Bahnstrecken Japans, die Tōkaidō-Shinkansen und die Tōkaidō-Hauptlinie, parallel verlaufen. Für den Betrieb beider Linien ist die Bahngesellschaft JR Central zuständig.
Auf der Shinkansen-Schnellfahrstrecke wird Hamamatsu üblicherweise zweimal je Stunde und Richtung von Kodama-Zügen bedient, die an allen Zwischenstationen halten. Hinzu kommen einmal stündlich Hikari-Züge, die einzelne Zwischenstationen auslassen. Nozomi-Züge halten hingegen nicht. Auf der Tōkaidō-Hauptlinie gibt es im Gegensatz zu früher keine Schnellzüge mehr – mit Ausnahme des Home Liner (ホームライナー) nach Shizuoka und Numazu während der Verkehrsspitze. Regionalzüge verkehren, abhängig von Streckenabschnitt und Tageszeit, drei- bis fünfmal pro Stunde zwischen Atami und Bahnhof Toyohashi; vereinzelte Züge werden über Toyohashi hinaus in Richtung Nagoya durchgebunden. Hinzu kommen die Nachtzüge Sunrise Izumo (サンライズ出雲) und Sunrise Seto (サンライズ瀬戸).
Das Verkehrsunternehmen Enshū Tetsudō (Entetsu) betreibt auf dem Bahnhofsvorplatz den zentralen Busbahnhof der Stadt. Er ist der Ausgangspunkt fast aller Stadtbuslinien und wird auch von Fernbussen anderer Gesellschaften angefahren. Der Bahnhof Shin-Hamamatsu, die Endstation der Enshū-Bahnlinie, befindet sich etwa 150 Meter westlich des Bahnhofs beim Entetsu-Kaufhaus.

## Anlage
Der Bahnhof steht im Stadtteil Sunayama-chō, am südlichen Rand des Stadtzentrums. Die Anlage ist von Nordosten nach Südwesten ausgerichtet und besitzt neun Gleise, von denen fünf zur kapspurigen Tōkaidō-Hauptlinie und vier zur normalspurigen Schnellfahrstrecke Tōkaidō-Shinkansen gehören. Sie sind alle erhöht auf einem breiten Viadukt verlegt. An der Nordseite führen vier Gleise der Tōkaidō-Hauptlinie an zwei Mittelbahnsteigen vorbei. Auf dem südlichsten Kapspurgleis fahren Güterzüge durch, die zum zwei Kilometer südwestlich gelegenen Güterbahnhof Nishi-Hamamatsu von JR Freight unterwegs sind. Die in Hamamatsu haltenden Hochgeschwindigkeitszüge nutzen zwei Seitenbahnsteige an der Südseite der Anlage; zwei dazwischen liegende Gleise sind durchfahrenden Zügen vorbehalten.
Das Empfangsgebäude an der Nordseite ist Teil eines Einkaufszentrums namens MayOne (メイワン). Es wird von einer Tochtergesellschaft von JR Central betrieben und enthält mehrere Dutzend Läden, die auf acht Stockwerke verteilt sind. Der nördliche und der südliche Bahnhofsvorplatz sind durch eine breite Fußgängerpassage verbunden. Diese enthält neben verschiedenen Läden auch zwei Ausstellungsräume, die seit 1988 für Produktpräsentationen der Unternehmen Kawai, Suzuki und Yamaha genutzt werden.
Im Jahr 2016 zählte der Bahnhof täglich durchschnittlich 36.756 Fahrgäste.

## Bilder

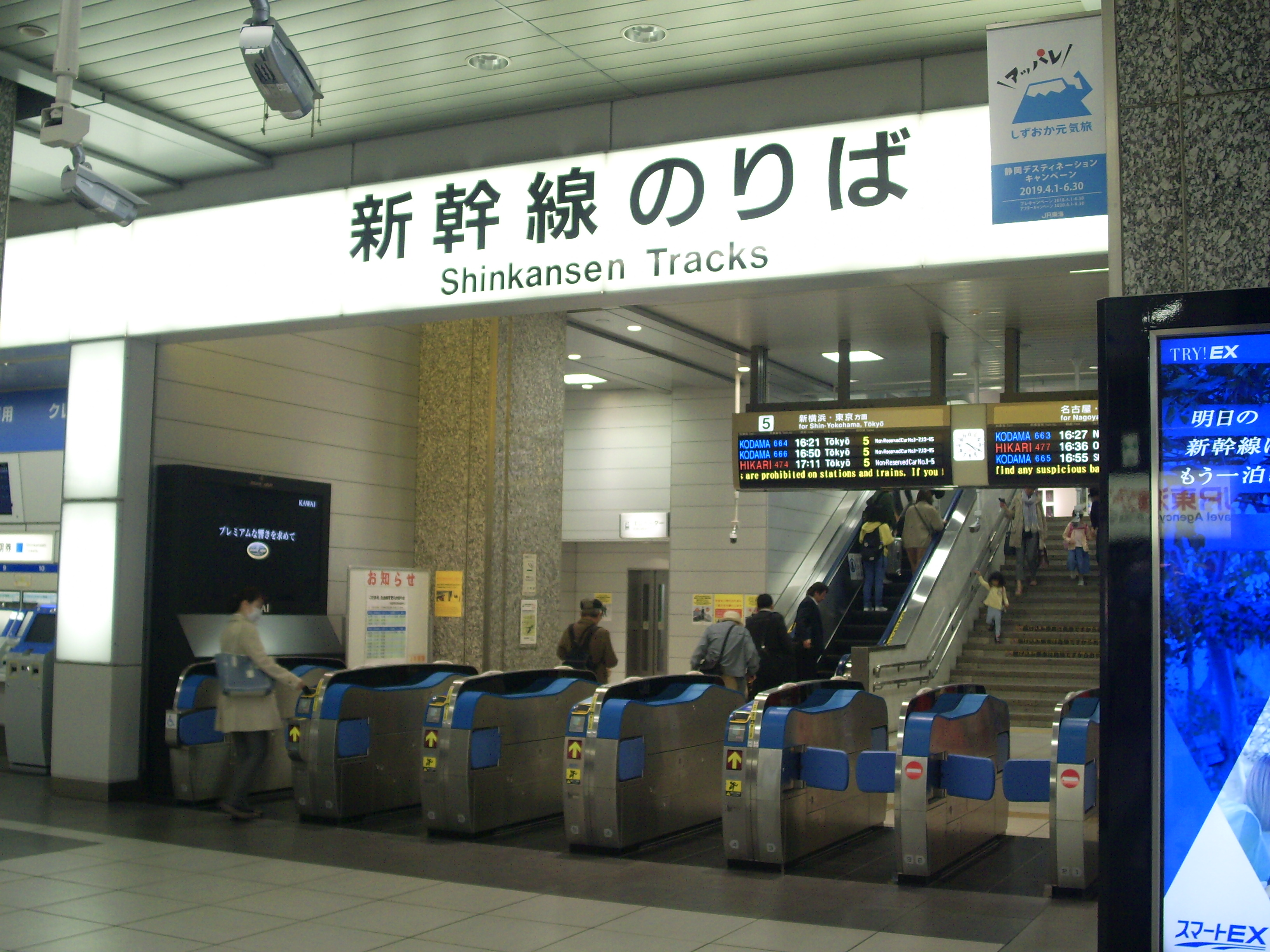
Bahnsteigsperre
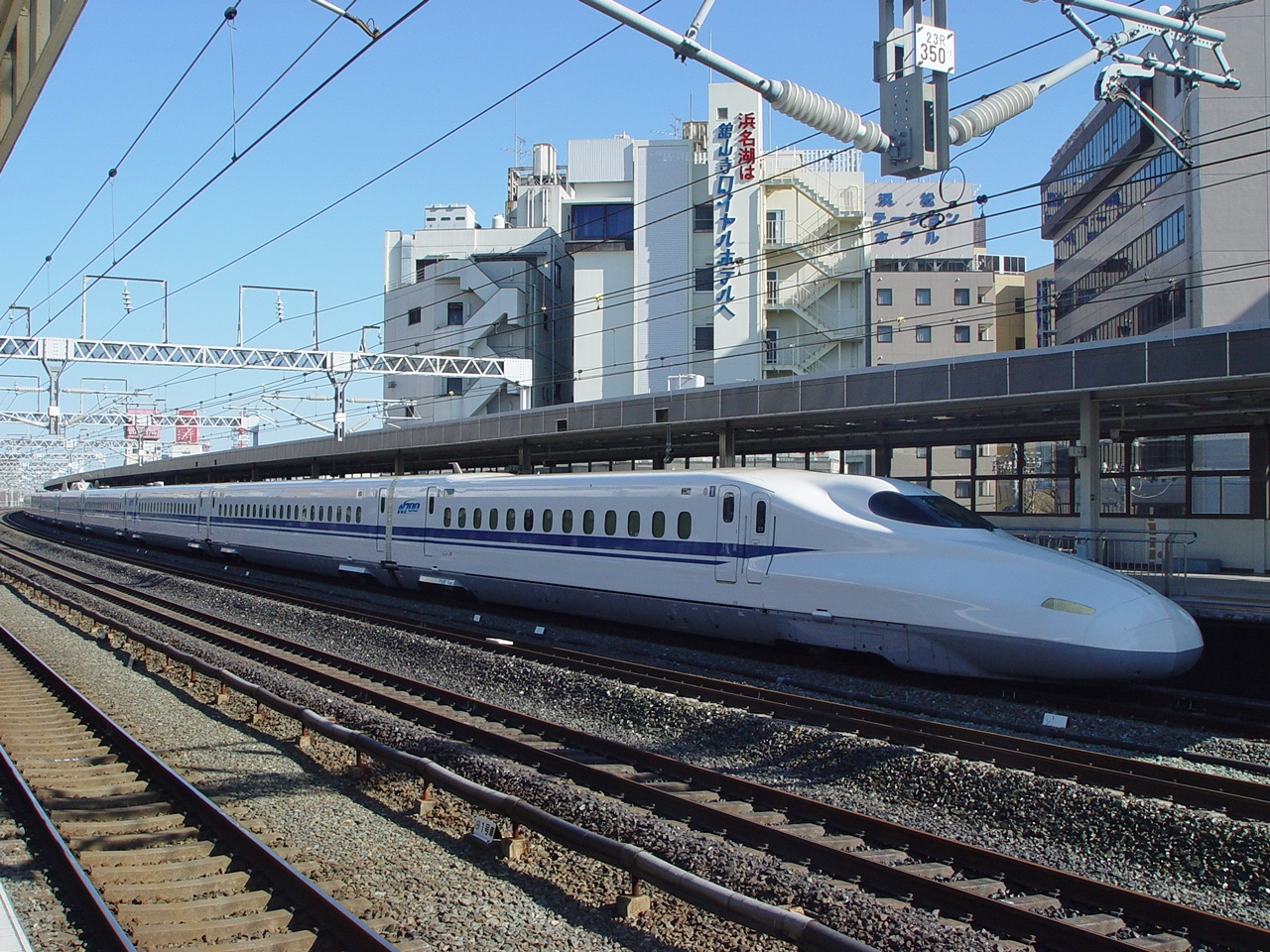
Shikansen-Zug der Baureihe N700
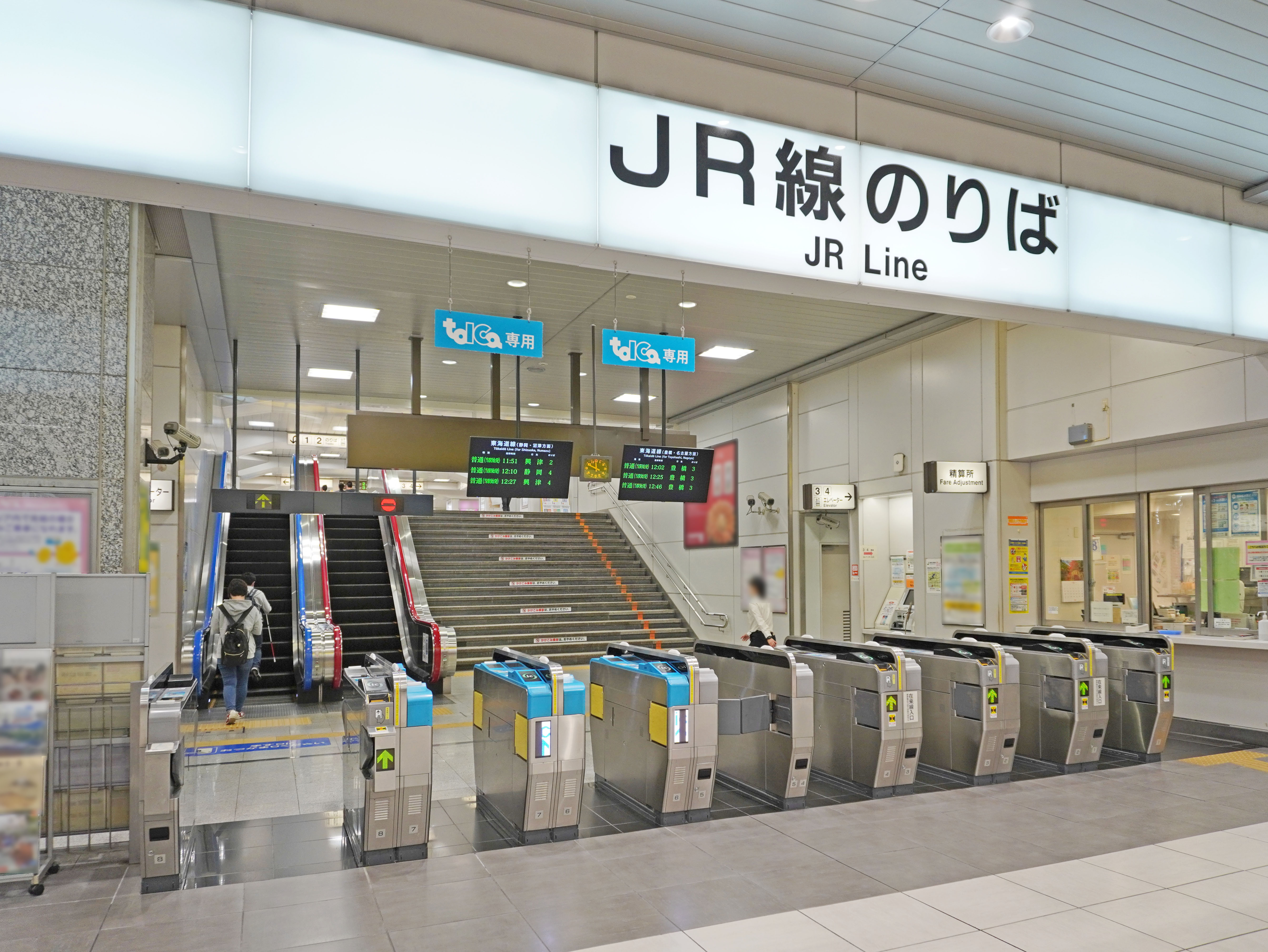
Bahnsteigsperren
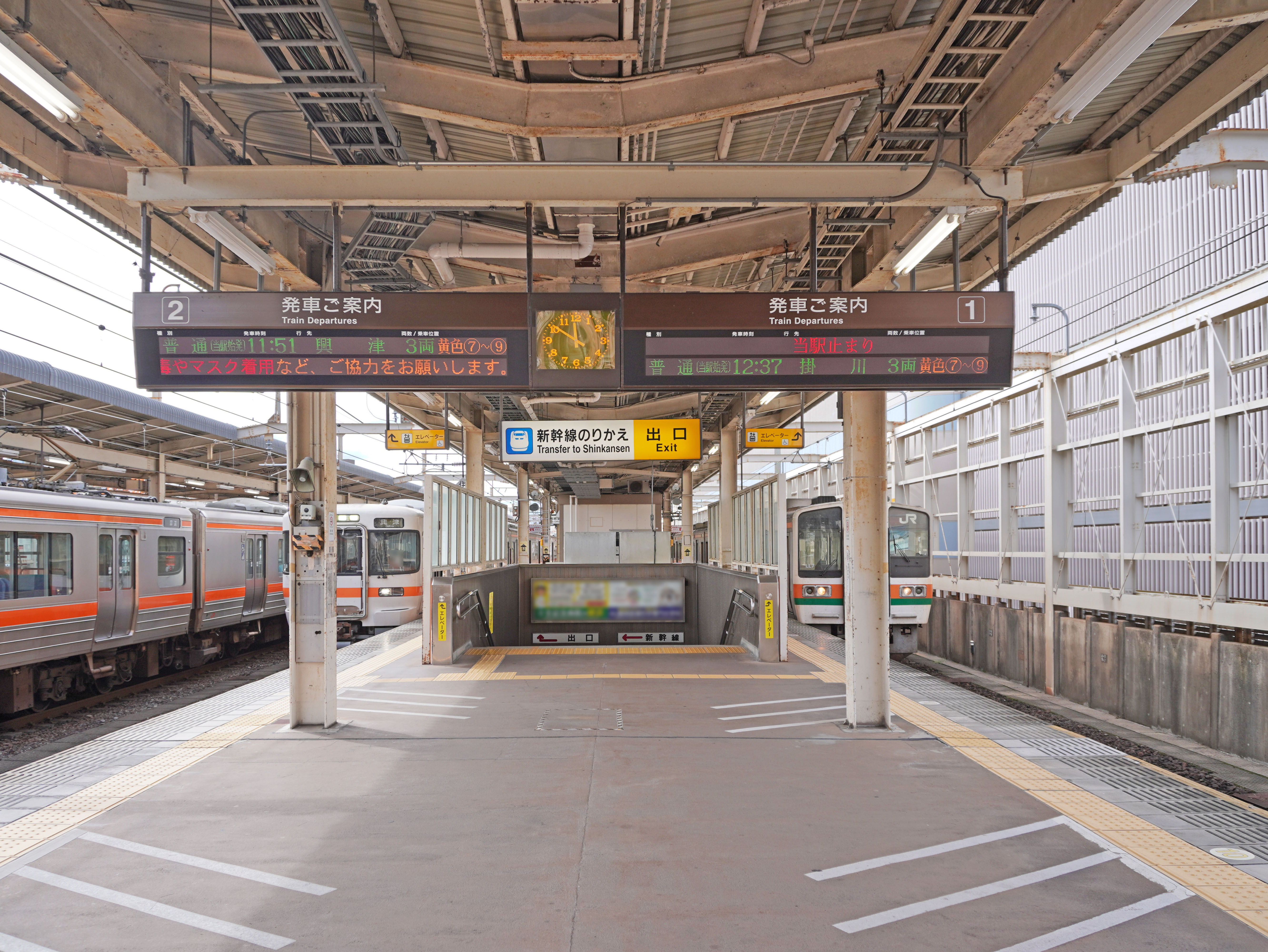
Bahnsteig (Gleise 1/2)
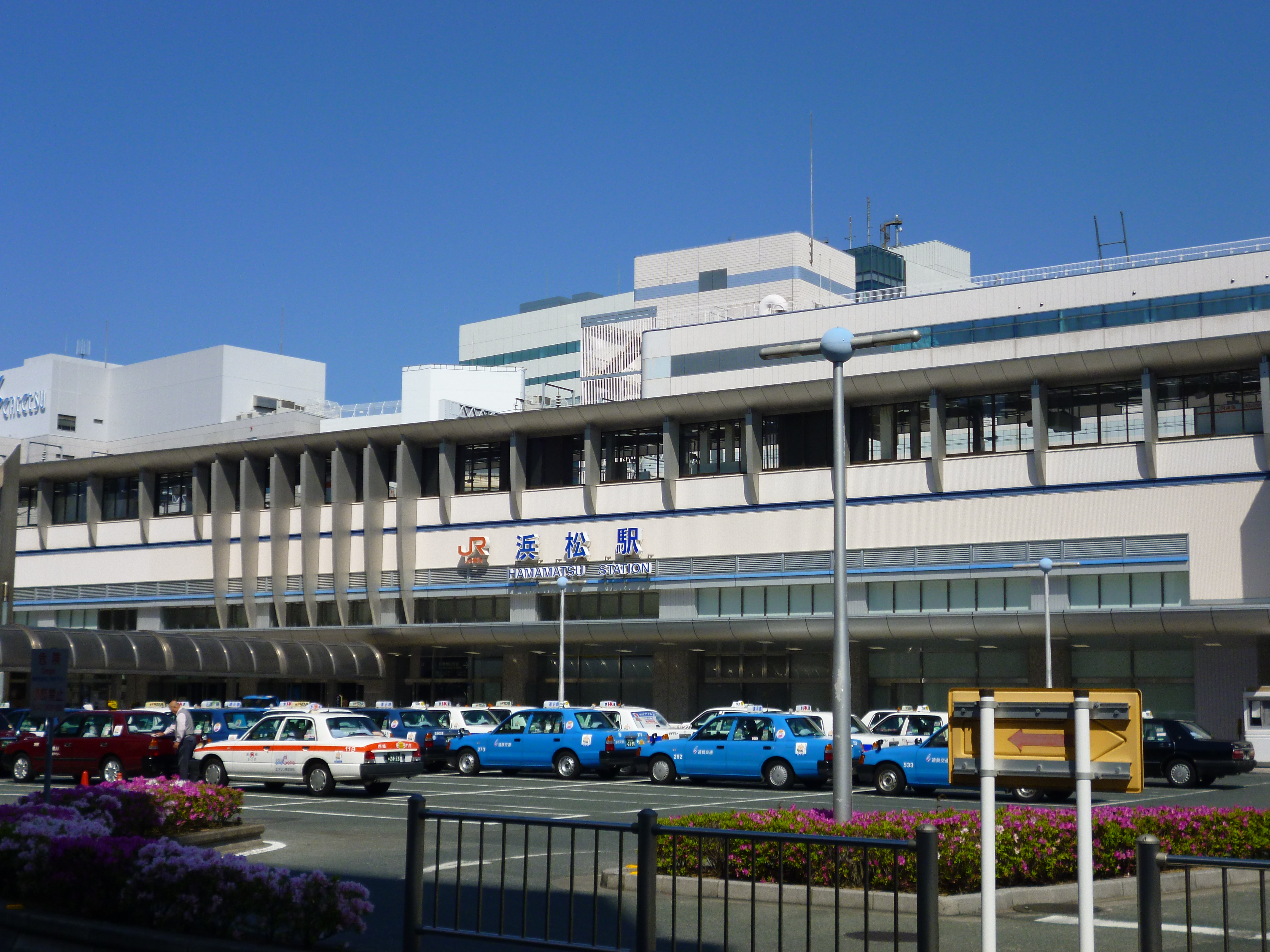
Südausgang (Mai 2012)

## Gleise
| 1/2 | ▉ Tōkaidō-Hauptlinie | Shizuoka • Fuji • Numazu |
| 3/4 | ▉ Tōkaidō-Hauptlinie | Toyohashi • Nagoya       |
| 5   | ▉ Tōkaidō-Shinkansen | Shin-Yokohama • Tokio    |
| 6   | ▉ Tōkaidō-Shinkansen | Nagoya • Shin-Osaka      |

## Linien
| Verlauf der Tōkaidō-Shinkansen |
| --- |
| Tokyo • Shinagawa • Shin-Yokohama • Odawara • Atami • Mishima • Shin-Fuji • Shizuoka • Kakegawa • Hamamatsu • Toyohashi • Mikawa-Anjō • Nagoya • Gifu-Hashima • Maibara • Kyōto • Shin-Osaka |

| Verlauf der Tōkaidō-Hauptlinie (Atami–Toyohashi) |
| --- |
| Atami • Kannami • Mishima • Numazu • Katahama • Hara • Higashi-Tagonoura • Yoshiwara • Fuji • Fujikawa • Shin-Kambara • Kambara • Yui • Okitsu • Shimizu • Kusanagi • Higashi-Shizuoka • Shizuoka • Abekawa • Mochimune • Yaizu • Nishi-Yaizu • Fujieda • Rokugō • Shimada • Kanaya • Kikugawa • Kakegawa • Aino • Fukuroi • Iwata • Toyodachō • Tenryūgawa • Hamamatsu • Takatsuka • Maisaka • Bentenjima • Araimachi • Washizu • Shinjohara • Futagawa • Toyohashi |

## Geschichte
Die Eröffnung des Bahnhofs durch die staatliche Eisenbahnverwaltung erfolgte am 1. September 1888, zusammen mit dem Abschnitt Ōbu–Toyohashi–Hamamatsu der Tōkaidō-Hauptlinie. Siebeneinhalb Monate lang war Hamamatsu die Endstation, bis zur Inbetriebnahme des letzten fehlenden Teilstücks nach Shizuoka am 16. April 1889. Das Eisenbahnministerium ersetzte das erste Empfangsgebäude 1926 durch einen modernistischen Neubau nach westlichem Vorbild. Dieser brannte jedoch am 10. Juni 1945 bei einem US-amerikanischen Flächenbombardement bis auf die Grundmauern nieder. Mehr als drei Jahre lang mussten die Fahrgäste mit Baracken vorliebnehmen. Das dritte Empfangsgebäude, ein zweigeschossiger Holzbau, wurde 15. Oktober 1948 in Betrieb genommen.
Seit der Eröffnung der Schnellfahrstrecke Tōkaidō-Shinkansen am 1. Oktober 1964 ist der Bahnhof Hamamatsu an das Hochgeschwindigkeitsnetz angeschlossen. Am 26. April 1971 verlegte die Japanische Staatsbahn einen Teil des Güterverkehrs zum neu eröffneten Güterbahnhof Nishi-Hamamatsu, den Rest am 1. Oktober 1976. Im Rahmen der Staatsbahnprivatisierung ging der Bahnhof am 1. April 1987 in den Besitz der neuen Gesellschaft JR Central über. Damals war bereits der Bau des heutigen Empfangsgebäudes mitsamt Einkaufszentrum im Gange. Basierend auf dem Eröffnungsdatum 1. Mai 1988 erhielt es die Bezeichnung MayOne. Am 11. November 2006 wurde der Erweiterungsbau MayOne Eki-machi West eröffnet, der Bahnhofsteil MayOne Eki-machi East am 15. März 2007.